# Agios Nikolaos
Agios Nikolaos, Hagios Nikolaos eller Aghios Nikolaos (græsk: Άγιος Νικόλαος  [ˈAʝoz niˈkolaos] ) er en kystby på den græske ø Kreta, der ligger øst for øens hovedstad Iraklio, nord for byen Ierapetra og vest for byen Sitia.
I år 2011 havde Agios Nikolaos Kommune, der omfatter en del af de omkringliggende landsbyer, 27.074 indbyggere. Byen er en kommune i Kreta-regionen og ligger delvist på ruinerne af den gamle by Lato pros Kamara (en).

## Historie
Agios Nikolaos blev grundlagt i slutningen af bronzealderen af doriske beboere i Lato, på et tidspunkt, hvor sikkerheden omkring Lato blev en mindre bekymring, og let adgang til havnen ved Agios Nikolaos blev vigtigere.
Navnet Agios Nikolaos betyder Sankt Nikolaus . Dens vægt ligger på den anden stavelse til ordet "Nikolaos". Agios Nikolaos eller Ayios Nikolaos (alternativ romaniseringer af græsk Άγιος Νικόλαος) er et almindeligt stednavn i Grækenland og Cypern, da Sankt Nikolaus er sømands og hele Grækenlands skytshelgen.
Lato pros Kamara, den gamle Hagios Nikolaos, har efterladt nogle få ruiner, men en omfattende kirkegård fra romertiden. I nærheden af byen er der et arkæologisk fundsted for det gamle Priniatikos Pyrgos. Det ser ud til at have været først bebygget i den sidste neolitiske æra, omkring 3000 f.Kr. Aktiviteten på stedet fortsatte gennem den minoiske bronzealder og den klassiske græske og romerske periode og strakte sig over i alt op til 4.000 år. Siden 2007 har Priniatikos Pyrgos været under udgravning af et internationalt team i regi af Irish Institute of Hellenic Studies i Athen.

## Geografi

### Kommune
Agios Nikolaos kommune blev dannet ved kommunalreformen i 2011 ved fusion af følgende 3 tidligere kommuner, som blev til kommunale enheder: 
- Agios Nikolaos
- Neapoli
- Vrachasi

Kommunen har et areal på 511.694 km², hvoraf den kommunale enhed udgør 317.834 km².

## Galleri
- Agios Nikolaos kirke (7.-9. Århundrede)
- Søen Voulismeni
- Promenaden
- Udsigt over havnen